# Manuel de Oraá
Manuel de Oraá y Arcocha (Burgos, 1822-Santa Cruz de Tenerife, 1889), fue un militar y arquitecto español, considerado uno de los principales urbanistas canarios de todos los tiempos.

## Biografía
A los 20 años se trasladó a Madrid, donde estudió Arquitectura en la Academia de Bellas Artes de San Fernando, culminando en 1846. Al año siguiente comienza su relación con las Islas Canarias, al ser nombrado arquitecto municipal de Santa Cruz de Tenerife.
Manuel de Oraá fue el primer arquitecto titulado en Canarias por la Real Academia de San Fernando, y en 1853 el primer Arquitecto Provincial de Canarias, por decreto especial de la Reina Isabel II (R. O. de 8 de junio de 1853), cinco años antes de la institución del cargo en el resto del país. Con la creación de esta plaza de arquitecto provincial, Oraá desarrolla una ingente labor constructiva en los diferentes municipios, no solo en cuanto a obras y proyectos sino como asesor en asuntos de arquitectura, urbanismo y medio ambiente. Con la llegada de Oraá se creó un nuevo orden, en defensa de las competencias profesionales de su especialidad.
En 1862 abandona las islas y se traslada a Madrid, donde ejerce como arquitecto de distrito. Su condición de carlista le perjudica, al tomar parte en el bando perdedor de las Guerras Carlistas. De hecho, su tío Marcelino Oraá fue un general con gran relevancia en la primera de ellas. Pese a todo, en 1868 le fue concedido el título de Caballero de la Orden de Santiago.
Se trasladó a Segovia, donde su hijo Marcelino comenzó su carrera militar e ingresó en la academia de Artillería. La implicación de ambos en la tercera guerra carlista les obliga a abandonar el país, pasando a San Juan de Luz (Francia) en 1873.
Este fracaso le lleva a regresar definitivamente a Canarias en abril de 1877, donde, tras realizar trabajos para particulares, retorna al puesto de arquitecto municipal de Santa Cruz en 1883, donde inicia su período más prolífico, que culmina con su fallecimiento el 2 de febrero de 1889.
Una calle de Santa Cruz fue nombrada en su nombre en homenaje a su trabajo y dedicación.

## Obras

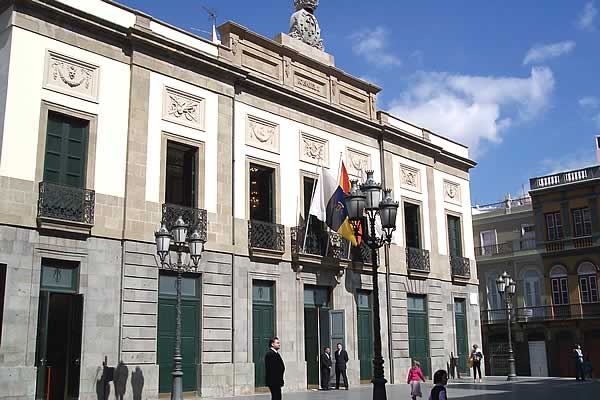
El Teatro Guimerá, una de los edificios clave en la obra de Manuel de Oraá.

Algunas de sus obras principales como arquitecto municipal de la ciudad de Santa Cruz de Tenerife son:
- El Teatro Guimerá.
- El Parlamento de Canarias.
- La Plaza del Príncipe.
- El Mercado de Abastos.
- El Antiguo Hospital Civil.

## Premio Manuel de Oraá
El Premio Regional de Arquitectura Manuel de Oraá y Arcocha es un certamen, convocado desde 1983, creado por el arquitecto y presidente en funciones del Colegio Oficial de Arquitectos de Canarias, Manuel García Gómez. Se convoca cada dos años y premia las mejores obras de las islas acabadas en los dos años anteriores a su entrega.